# Pingelly Shire
Pingelly Shire är en kommun i Australien. Den ligger i delstaten Western Australia, omkring 140 kilometer sydost om delstatshuvudstaden Perth. Antalet invånare är 1 195.
Följande samhällen finns i Pingelly:
- Pingelly

Trakten runt Pingelly består till största delen av jordbruksmark. Trakten runt Pingelly är nära nog obefolkad, med mindre än två invånare per kvadratkilometer. Genomsnittlig årsnederbörd är 502 millimeter. Den regnigaste månaden är september, med i genomsnitt 86 mm nederbörd, och den torraste är februari, med 9 mm nederbörd.